# 浜松市立入野中学校
浜松市立入野中学校（はままつしりつ いりのちゅうがっこう）は、静岡県浜松市中央区にある公立中学校。

## 沿革
- 1947年（昭和22年）4月1日 - 入野村立入野中学校設置。
- 1957年（昭和32年）4月1日 - 入野村が浜松市に編入、浜松市立入野中学校に校名変更。
- 1967年（昭和42年）3月15日 - 内藤記念館落成。
- 1979年（昭和54年）6月19日 - 新校舎落成。
- 1982年（昭和57年）3月24日 - 校舎増築完成。
- 1985年（昭和60年） - 生徒数最大年度、全校生徒数909人となる。
- 1986年（昭和61年） - 浜松市立佐鳴台中学校を分離。
- 1993年（平成5年）
  - 3月17日 - プール改築。
  - 10月 - 体育館竣工。
- 2009年（平成21年）10月 - 校舎増築工事完了。
- 2019年（令和元年）3月 - 普通教室の空調設置完了。
- 2024年（令和6年）4月 - 体育館の床の張り替え完了。

## アクセス
- 遠鉄バス「20志都呂宇布見線」入野西バス停※大平台線の入野西は距離がある。